# Anselmo Sacasas
Anselmo Sacasas (23 november 1912 - 22 januari 1998) was een Cubaanse jazz-panist en bigband-leider.
Sacasas was van een van de oprichters van het Orquesta Casino de la Playa, waar hij van 1937 tot ongeveer 1941 pianist en arrangeur was. Met dit orkest, met onder meer zanger Miguelito Valdés, toerde hij door Zuid- en Centraal-Amerika. Ook maakte hij hiermee opnames. Hierna ging hij naar New York en richtte hij zijn eigen Anselmo Sacasas and His Orchestra op, waarin Ruben Gonzalez en Cuso Montoya zangers waren. Ook met dit mambo-orkest maakte hij opnames, voor RCA. Later was hij muzikaal directeur in San Juan Hotel in Puerto Rico.

## Discografie
- Orquesta Casino de la Playa, Harlequin Records, 1995
- 1942-1944, Harlequin, 1996
- Poco Loco 1945-1949, Tumbao, 2004
- Sol Tropical 1945-1949, Tumbao, 2004
- In the Hall of the Mambo King, Our World, 2002
- Beyond Patina Jazz Masters: Anselmo Sacasas, Beyond Patina, 2011
- Opus 13: 1942-1949, VSOM, 2010

- Biblioteca Nacional de España: XX1316916
- Bibliothèque nationale de France: cb13810540s (data)
- Gemeinsame Normdatei: 1056253339
- International Standard Name Identifier: 0000 0000 0293 4924
- Library of Congress Control Number: no00023476
- MusicBrainz: 46c45374-2baf-48ad-b474-13b8263e975f
- Virtual International Authority File: 14956907